# Соколов, Владимир Владимирович
Влади́мир Влади́мирович Соколо́в (29 августа 1962) — российский гребец, бронзовый призёр Олимпийских игр.

## Карьера
На Олимпийских играх 1992 года Владимир участвовал в соревнованиях распашных четвёрок без рулевого и занял 10-е место. Через четыре года в Атланте Соколов в составе парной четвёрки стал 8-м, а в соревнованиях восьмёрок участвовал в предварительном заплыве и получил бронзовую медаль, которую завоевал российский экипаж в финале.